# 小花矮龙胆
小花矮龙胆（学名：Gentiana wardii var. micrantha）是龙胆科龙胆属矮龙胆的变种，是中国的特有植物。分布于中国大陆的西藏等地，生长于海拔4,200米至4,500米的地区，目前尚未由人工引种栽培。